# Lakini's Juice
Lakini's Juice is een nummer van de Amerikaanse alternatieve rockband Live uit 1997. Het is de eerste single van hun vierde studioalbum Secret Samadhi.
"Lakini's Juice" verkent religieuze thema's, maar niet op een openlijk evangelische manier. De titel verwijst naar Lakini, de godin die heerst over Manipura Chakra in bepaalde oosterse religieuze tradities. Het nummer bereikte de Amerikaanse Billboard Hot 100 niet, maar haalde wel de 35e positie in de Radio Songs-lijst van Billboard. In Nederland bereikte de plaat de 8e positie in de Tipparade.

## Tracklijst
- Cd-single

1. "Lakini's Juice" – 5:01
2. "White, Discussion" (Sam Sever remix) – 4:23